# 片門村
片門村（かたかどむら）は福島県河沼郡にあった村。現在の会津坂下町片門にあたる。

## 地理
- 河川：只見川

## 歴史
- 1889年（明治22年）4月1日 - 町村制の施行により片門村が単独で自治体を形成。
- 1954年（昭和29年）3月31日 - 高寺村・束松村と合併し、改めて高寺村が発足。同日片門村廃止。
- 1955年（昭和30年）3月31日 - 高寺村が新郷村・千咲村および耶麻郡山郷村と合併して河沼郡高郷村（現・喜多方市）が発足。
- 1960年（昭和35年）8月1日 - 高郷村のうち旧村域が会津坂下町に編入。

## 交通

### 道路
- 旧越後街道

現在は旧村域を磐越自動車道が通過するが、当時は未開通。